# 내 아내는 감정이 없다
내 아내는 감정이 없다(僕の妻は感情がない, BMy Wife Has No Emotion)는 스기우라 지로가 쓰고 그린 일본 만화 시리즈이다. 원래는 2019년 3월 작가의 픽시브 계정에서 웹 만화로 연재되었다. 이후 2019년 8월부 2024년 8월호까지 터 미디어팩토리의 월간 코믹 플래퍼 매거진에 연재 만화로 연재되기 시작했다. 데즈카 프로덕션이 제작한 애니메이션 TV 시리즈판이 2024년 7월 2일부터 9월 17일까지 방송되었다.

## 평가
이 시리즈는 제6회 다음에 올 만화대상 인쇄 부문 후보에 올랐으며 후보 50명 중 15위에 올랐다. 2년 뒤에도 같은 상 후보에 올랐으며 후보 50개 중 6위에 올랐다.